# Донсков, Владимир Николаевич
Владимир Николаевич Донсков  (род. 1926) — советский  инженер-технолог и организатор производства. Директор Мытищинского машиностроительного завода (1975—1987). Лауреат Государственной премии СССР. Почётный гражданин города Мытищи (1999).

## Биография
Родился 15 июня 1926 года в городе Егорьевске, Шатурского района Московской области.
С 1943 года после окончания восьми классов, в период Великой Отечественной войны, в семнадцать лет Донсков начал свою трудовую деятельность шофёром на оборонном Заводе №40 Наркомата тяжёлой промышленности СССР, в период войны завод выпускал лёгкий танк Т-80 и самоходную артиллерийскую установку СУ-76. 
С 1945 по 1949 годы проходил обучение в Мытищинском машиностроительном техникуме. С 1949 года начал работать помощником мастера в семнадцатом цехе, с 1949 по 1952 годы работал технологом в первом цехе и старшим инженером в Отделе главного конструктора. С 1952 по 1955 годы работал конструктором и старшим инженером Бюро автоматизации и механики, с 1955 по 1961 годы был — руководителем технологического отдела и заместителем главного технолога, с 1961  по 1975 годы был — главным технологом и заместителем главного инженера Мытищинского машиностроительного завода. С 1950 по 1955 годы обучался на заочном отделении Всесоюзного заочного машиностроительного института. 
С 1975 по 1986 годы, в течение одиннадцати лет, Донсков был директором и генеральным директором  Мытищинского машиностроительного завода. В 1976 году Указом Президиума Верховного Совета СССР «за особо важные заслуги в укреплении обороноспособности страны» Донсков был награждён Орденом Ленина, а ряд работников завода награждены государственными наградами. В 1978 году «за создание семейства скоростных гусеничных шасси» Мытищинский машиностроительный завод под руководством Донскова был удостоен Государственной премии СССР.
Помимо основной деятельности Донсков занимался и общественно-политической деятельностью: в течение двух созывов избирался депутатом Московского областного Совета народных депутатов. В 1971 году был делегатом XXIV съезда КПСС, в 1981 году — XXVI съезда КПСС.
С 1987 года вышел на заслуженный отдых.
В 1997 году «за большие заслуги в развитии города Мытищи» Донсков был удостоен почётного звания — Почётный гражданин города Мытищи.

## Награды
- Орден Ленина (1976)
- Два Ордена Трудового Красного Знамени
- Государственная премия СССР[2]

### Звание
- Почётный гражданин города Мытищи (№ 15/8-5 от 11 июня 1997 года[1])